# Салманов Григорій Іванович
Григорій Іванович Салманов (12 лютого 1922, село Касимово (Касийм), тепер Уфимського району Республіки Башкортостан, Російська Федерація — 3 квітня 1993, місто Москва) — радянський військовий діяч, командувач Київського військового округу, начальник Військової академії Генерального штабу, генерал армії. Член ЦК КПУ в 1971—1976 р. Кандидат у члени ЦК КПРС у 1971—1976 р. Член ЦК КПРС у 1981—1986 р. Депутат Верховної Ради СРСР 8—10-го скликань.

## Біографія
Народився в селянській родині. На початку 1930-х років родина переїхала в Уфу, де батько працював у заготівельній конторі.
Закінчив семирічну школу в 1937 році, поступив до Уфимського технікуму споживчої кооперації. Навчаючись в технікумі, одночасно поступив на робітфак медичного інституту. Завершити навчання на робітфаці перешкодив несподіваний арешт батька в 1938 році. Після закінчення технікуму в 1940 році працював головним бухгалтером Покровської райспоживспілки Башкирської АРСР.
З 1940 року — в Червоній армії. Службу проходив на Далекому Сході. Після закінчення Хабаровського піхотного училища в лютому 1942 року спрямований в діючу армію на Західний фронт на посаду командира кулеметного взводу. Учасник німецько-радянської війни. Воював на різних командних і штабних посадах (командир роти, заступник командира батальйону, помічник начальника оперативного відділу штабу стрілецького корпусу) на Західному, Центральному, 1-му Білоруському і 2-му Білоруському фронтах.
Член ВКП(б) з 1944 року.
З 1945 року — помічник начальника оперативного відділу штабу армії.
У 1949 році закінчив Військову академію імені Фрунзе. Направлений у Прибалтійський військовий округ: з липня 1949 року — командир стрілецького батальйону, з листопада 1950 року — начальник штабу гвардійського стрілецького полку, з березня 1953 року — командир гвардійського стрілецького полку. З серпня 1954 року — заступник начальника відділу бойової підготовки армії, з листопада 1954 року — командир гвардійського механізованого полку.
У 1956 році закінчив Вищі академічні курси при Військовій академії імені Фрунзе та був призначений у жовтні 1956 року начальником штабу гвардійської механізованої дивізії.
У жовтні 1957 — 1962 року — командир 26-ї гвардійської мотострілецької дивізії.
У 1964 році закінчив Військову академію Генерального штабу Збройних Сил СРСР.
У 1964—1967 роках — 1-й заступник начальника штабу Туркестанського військового округу.
У серпні 1967 — листопаді 1969 року — командувач 28-ї армії Білоруського військового округу.
У листопаді 1969 — червні 1975 року — командувач військ Червонопрапорного Київського військового округу.
У червні 1975 — грудні 1978 року — заступник Головнокомандувача Сухопутних військ СРСР з бойової підготовки — начальник Головного управління бойової підготовки.
У грудні 1978 — січні 1984 року — командувач військ Забайкальського військового округу.
У січні 1984 — 1986 року — головний військовий радник СРСР у збройних силах Демократичної Республіки Афганістан.
У вересні 1986 — серпні 1989 року — начальник Військової академії Генерального штабу Збройних Сил СРСР імені Ворошилова.
У серпні 1989 — 1992 року — військовий інспектор-радник Групи генеральних інспекторів Міністерства оборони СРСР.
З травня 1992 року — у відставці.
Проживав у Москві. Похований на Кунцевському кладовищі.

## Звання
- генерал-майор
- генерал-лейтенант (19.02.1968)
- генерал-полковник (29.04.1970)
- генерал армії (25.10.1979)

## Нагороди
- орден Леніна
- три ордени Червоного Прапора
- орден Богдана Хмельницького 3-го ст.
- орден Вітчизняної війни 1-го ст.
- орден Вітчизняної війни 2-го ст.
- три ордени Червоної Зірки
- орден «За службу Батьківщині у Збройних Силах СРСР» 3-го ст.
- ордени
- медалі